# Jan Oort
Jan Hendrik Oort (28. dubna 1900 Franeker – 5. listopadu 1992 Leiden) byl nizozemský astronom, který významně přispěl k rozvoji radioastronomie.

## Život
Narodil se ve Frísku a studoval na univerzitě v Groningenu. Jeho doktorandská práce se jmenovala Hvězdy s vysokou rychlostí.
Analýzou pohybu hvězd potvrdil v roce 1927 teorii Bertila Lindblada o tom, že Galaxie Mléčná dráha rotuje. V letech 1930 až 1935 působil jako učitel na univerzitě v Leidenu (kde byl ředitelem hvězdárny dánský astronom Ejnar Hertzsprung). V letech 1935 až 1970 na leidenské univerzitě pracoval jako profesor a od roku 1945 také jako ředitel hvězdárny. Po druhé světové válce se bádáním pomocí vyřazené radarové antény po německých vojácích stal průkopníkem v nově vzniklé radioastronomii.
V padesátých letech 20. století pracoval s novým radioteleskopem v Dwingeloo ve východním Nizozemsku, který byl určen ke zkoumání galaktického jádra. Výsledkem průzkumu galaxie na vlnové délce 21 cm byla rádiová mapa její spirálové struktury. V roce 1970 byl postaven nový radioteleskop v nedalekém Westerborku (Westerbork Synthesis Radio Telescope), který se skládá ze dvanácti menších radioteleskopů společně pracujících na základě radiové interferometrie, techniky, kterou on sám navrhl.

## Některé objevy
- V roce 1924 objevil galaktické halo, skupinu hvězd obklopující Mléčnou dráhu.
- V roce 1927 vypočítal, že galaktické jádro je od Země vzdáleno 5 900 parseků (19 200 světelných let) a leží ve směru souhvězdí Střelce.
- Dokázal, že Mléčná dráha má hmotnost 100 miliardkrát větší než Slunce.
- V roce 1942 objevil, že světlo z Krabí mlhoviny je polarizované a spojité.
- V roce 1950 předpověděl, že komety pocházejí ze společné oblasti sluneční soustavy (nyní nazývané Oortův oblak).

## Vědecké společnosti a ceny
V letech 1935 – 1948 pracoval jako tajemník Mezinárodní astronomická unie (IAU) a v letech 1958 – 1961 byl jejím prezidentem.

### Ocenění
- Bruceho medaile (1942)
- Zlatá medaile Královské astronomické společnosti (1946)
- Kjótská cena
- Balzanova cena (1984)

## Pojmenováno po něm
- Planetka 1691 Oort
- Oortův oblak
- Oortovy konstanty galaktické struktury